# April 25 Sports Club
L'April 25 Sports Club (in coreano 4.25체육단, Sa jŏm i o ch'eyuktan, "società sportiva 25 aprile") è una società polisportiva nordcoreana avente sede nella capitale Pyongyang e nota principalmente per la sua sezione calcistica, che milita nella massima serie del campionato nordcoreano di calcio.
È la squadra di calcio più titolata del paese, avendo vinto 21 campionati nazionali. Il nome deriva dalla data di fondazione delle Chosŏn inmin'gun, le forze armate nordcoreane, cui appartiene. Ha cambiato diversi nomi: nel luglio 1947 o 1949, data della fondazione, si chiamava Central Sports Training School Sports Club, poi divenne February 8 Sports Club ed infine, il 25 giugno 1971, ha assunto le denominazione attuale.
Disputa gli incontri casalinghi allo Stadio Yanggakdo di Pyongyang, impianto da 30 000 posti edificato nel 1989.

## Storia
Fondato nel luglio 1947 o 1949 con il nome di Club Sportivo della Scuola Centrale d'Allenamento Sportivo (중앙체육강습소체육단, Chung'ang ch'eyukkangsŭpso ch'eyuksŏnsudan), in cui fu fondata l'Armata del popolo coreano. Il 25 giugno 1971 o il 26 giugno 1972 il nome cambiò di nuovo per volere di Kim Jong-il, che ridenominò il sodalizio Club Sportivo 25 Aprile. Il 25 aprile 1932, infatti, furono fondati, per opera di Kim Il-sung, i gruppi di guerriglia anti-giapponese, predecessori dell'Armata del popolo coreano (fino al 1977 la data di fondazione originaria dell'Armata del popolo coreano era l'8 febbraio 1948, ma nel 1978 fu modificata nel 25 aprile 1932, salvo poi tornare a identificarsi nell'8 febbraio 1948 a partire dal 2018).
Il club è denominato Gruppo Sportivo "Club Sportivo della Difesa Nazionale" (4.25국방체육단', Sa i o ch'eyuktan "Kukpang ch'eyuktan), dato che è uno dei tanti club sportivi di proprietà del Gruppo Sportivo 25 Aprile dell'Armata del popolo coreano, oltre a Sobaeksu, Ch'ŏngch'ŏn'gang, Taedonggang, Chobyŏng, e Maebong.
Nel 2015 sia la squadra maschile che la squadra femminile dell'April 25 hanno vinto il campionato nazionale, fatto senza precedenti nel paese. La compagine di Pyongyang ha raggiunto per la prima volta la finale di una competizione internazionale nel 2019, quando si è qualificata per l'atto conclusivo della Coppa dell'AFC. Qui, il 4 novembre 2019, è stata sconfitta per 1-0 dai libanesi dell'Al-Ahed. Nel 2023 vince il 21º titolo nazionale nordcoreano.

## Organico

### Rosa
Aggiornata al 20 febbraio 2018.
| N. |                           | Ruolo | Calciatore      |
| -- | ------------------------- | ----- | --------------- |
| 1  | Corea del Nord (bandiera) | P     | Ri Kwang-Il     |
| 2  | Corea del Nord (bandiera) | D     | Jang Kum-nam    |
| 3  | Corea del Nord (bandiera) | D     | Ri Hyong-mu     |
| 4  | Corea del Nord (bandiera) | C     | Sim Hyon-jin    |
| 5  | Corea del Nord (bandiera) | D     | Pak Jin-myong   |
| 6  | Corea del Nord (bandiera) | D     | Kwon Chung-hyok |
| 7  | Corea del Nord (bandiera) | C     | O Hyok-chol     |
| 8  | Corea del Nord (bandiera) | C     | Han Song-hyok   |
| 10 | Corea del Nord (bandiera) | A     | An Il-bom       |
| 11 | Corea del Nord (bandiera) | A     | Om Chol-song    |
| 12 | Corea del Nord (bandiera) | D     | Kim Chol-bom    |
| 13 | Corea del Nord (bandiera) | A     | Rim Chol-min    |
| 14 | Corea del Nord (bandiera) | D     | Son Pyong-il    |
| 15 | Corea del Nord (bandiera) | C     | Won Song        |
| 16 | Corea del Nord (bandiera) | C     | Yun Il-gwang    |

| N. |                           | Ruolo | Calciatore     |
| -- | ------------------------- | ----- | -------------- |
| 17 | Corea del Nord (bandiera) | A     | Kim Ju-song    |
| 18 | Corea del Nord (bandiera) | A     | Kim Yu-song    |
| 19 | Corea del Nord (bandiera) | C     | So Hyon-uk     |
| 20 | Corea del Nord (bandiera) | C     | So Kyong-jin   |
| 21 | Corea del Nord (bandiera) | A     | Jang Hyok      |
| 22 | Corea del Nord (bandiera) | C     | Ri Hyong-jin   |
| 23 | Corea del Nord (bandiera) | P     | An Dae-song    |
| 24 | Corea del Nord (bandiera) | C     | Choe Jong-hyok |
| 26 | Corea del Nord (bandiera) | D     | Pak Myong-song |
| 27 | Corea del Nord (bandiera) | C     | Myong Cha-hyon |
| 28 | Corea del Nord (bandiera) | C     | Kim Kuk-bom    |
| 29 | Corea del Nord (bandiera) | D     | Pak Song-rok   |
| 30 | Corea del Nord (bandiera) | D     | An Song-il     |
| 31 | Corea del Nord (bandiera) | D     | Kim Kwang-jin  |
| 33 | Corea del Nord (bandiera) | C     | Jong Chung-son |
| 36 | Corea del Nord (bandiera) | P     | Ha Jin-myong   |

### Rosa 2015-2016
| N. |                           | Ruolo | Calciatore     |
| -- | ------------------------- | ----- | -------------- |
|    | Corea del Nord (bandiera) | P     | Ri Kwang-Il    |
|    | Corea del Nord (bandiera) | P     | Kim Chol-Nam   |
|    | Corea del Nord (bandiera) | P     | Son Chol-Ryong |
|    | Corea del Nord (bandiera) | D     | Han Song-Chol  |
|    | Corea del Nord (bandiera) | D     | Nam Song-Chol  |
|    | Corea del Nord (bandiera) | D     | Kang Il-Nam    |
|    | Corea del Nord (bandiera) | D     | Ri Pae-Hun     |
|    | Corea del Nord (bandiera) | D     | Min Hyo-Song   |
|    | Corea del Nord (bandiera) | D     | Jang Kum-Nam   |
|    | Corea del Nord (bandiera) | D     | Kim Yong Saeng |
|    | Corea del Nord (bandiera) | D     | Ri Myong-Sam   |
|    | Corea del Nord (bandiera) | C     | Sim Hyon-Jin   |
|    | Corea del Nord (bandiera) | C     | So Hyon-Uk     |
|    | Corea del Nord (bandiera) | C     | O Hyok-Chol    |
|    | Corea del Nord (bandiera) | C     | Han Song-Hyok  |
|    | Corea del Nord (bandiera) | C     | Ri Hyong-Jin   |

| N. |                           | Ruolo | Calciatore     |
| -- | ------------------------- | ----- | -------------- |
|    | Corea del Nord (bandiera) | C     | Jo Kwang-Myong |
|    | Corea del Nord (bandiera) | C     | Ji Yun-Nam     |
|    | Corea del Nord (bandiera) | C     | Mun In-Guk     |
|    | Corea del Nord (bandiera) | C     | Hong Yong-Jo   |
|    | Corea del Nord (bandiera) | A     | Kim Kwang-Hyok |
|    | Corea del Nord (bandiera) | A     | Pak Chol-Min   |
|    | Corea del Nord (bandiera) | A     | Kim Kum-Il     |
|    | Corea del Nord (bandiera) | A     | Kye Song-Hyok  |
|    | Corea del Nord (bandiera) | A     | Om Chol-Song   |
|    | Corea del Nord (bandiera) | A     | Choe Chol-Man  |
|    | Corea del Nord (bandiera) | A     | So Jong-Hyok   |
|    | Corea del Nord (bandiera) | A     | Kye Song-Hyok  |
|    | Corea del Nord (bandiera) | A     | Pak Song-Chol  |
|    | Corea del Nord (bandiera) | A     | Kim Yu-Song    |
|    | Corea del Nord (bandiera) | A     | Kim Chol-Jae   |
|    | Corea del Nord (bandiera) | A     | Hong Kum-Song  |

## Palmarès

### Competizioni nazionali
- Campionato di calcio della Corea del Nord: 21

1985, 1986, 1987, 1988, 1990, 1992, 1993, 1994, 1995, 2002, 2003, 2010, 2011, 2012, 2013, 2015, 2017, 2017-2018, 2018-2019, 2021-2022, 2022-2023

### Altri piazzamenti
- AFC Champions League:

Quarto posto: 1990-1991
- Coppa dell'AFC:

Finalista: 2019
Semifinalista: 2018